# Новая (Черниговская область)
Новая (укр. Нова) — село в Талалаевском районе Черниговской области Украины. Население — 13 человек. Занимает площадь 1,728 км².
Код КОАТУУ: 7425384503. Почтовый индекс: 17231. Телефонный код: +380 4634.

## Власть
Орган местного самоуправления — Украинский сельский совет. Почтовый адрес: 17230, Черниговская обл., Талалаевский р-н, с. Украинское, ул. Независимости, 1.

## История
Есть на карте 1826-1840 годов как хутор Новый